# Arbeitsgemeinschaft Telegrafie
Die Arbeitsgemeinschaft Telegrafie e.V. (AGCW-DL) ist ein deutscher Telegrafieclub mit Sitz in Hannover. Sie ist mit ca. 2300 Mitgliedern der größte europäische Telegrafieclub. Die Mitglieder kommen aus allen Kontinenten, wobei der Schwerpunkt in Deutschland und den Nachbarländern liegt.

## Ziele, Aufgabenstellungen und Aktivitäten
Der Verein unterstützt den Amateurfunkbetrieb in der Betriebsart Morsetelegrafie und den Antrag, die Morsetelegrafie als immaterielles Weltkulturerbe einzustufen. 2014 gelang gemeinsam mit dem Deutsche Amateur-Radio-Club e.V. (DARC) die Anerkennung als nationales Kulturerbe.

Interessenten unterstützt der Verein beim Erlernen des Funkbetriebes in Morsetelegrafie. Dazu gehören auch die praktischen Fertigkeiten im Umgang mit der Morsetaste. Gemeinsam mit anderen Amateurfunkverbänden leistet er Lobbyarbeit am Runden Tisch Amateurfunk. Ein Wettbewerbsprogramm fördert den aktiven Funkbetrieb und die Auslastung der Amateurfunkbänder.
Bei der Jahresversammlung des Vereins wird den Mitgliedern und Interessenten neben dem geselligen Teil ein Vortragsprogramm zu technischen und amateurfunkspezifischen Themen angeboten. Im Rahmen dieser Veranstaltung trägt der DARC e.V. seine Wettbewerbe zum Deutschen Telegrafiepokal aus.

## Publikationen
Die AGCW-DL strahlt wöchentlich einen Rundspruch in Morsetelegrafie auf Kurzwelle aus. Die Rundsprüche werden auch auf der Website des Vereins veröffentlicht. Einmal im Quartal erscheint die Vereinszeitschrift AGCW-Kurier.

## Mitgliedschaften
Die AGCW-DL ist Mitglied folgender Körperschaften:
- Runder Tisch Amateurfunk
- European CW Association, Dachverband europäischer Telegrafieclubs